# Ambasciatori austriaci in Prussia
L'ambasciatore austriaco in Prussia era il primo rappresentante diplomatico dell'Austria (del Sacro Romano Impero, dell'Impero austriaco e dell'Impero austro-ungarico) in Prussia. 
Le relazioni diplomatiche tra i due paesi ebbero inizio nel 1665.

## Sacro Romano Impero
- 1713–1721: Christian Vossius

1721-1724: vacante
- 1724-1725: Amadeus von Bussy-Rabutin

1725-1726: vacante
- 1726-1734: Friedrich Heinrich von Seckendorff
- 1734-1735: Christoph Ludwig von Seckendorff-Aberdar
- 19 gennaio-14 giugno 1735: Giuseppe Venceslao del Liechtenstein
- 1735-1740: Franz Christoph von Demeradt
- 3 agosto-5 ottobre 1740: Karl Josef Batthyány

1740-1742: Interruzione delle relazioni diplomatiche per la prima guerra di Slesia
- 1742-1743: Heinrich von Richecourt
- 5 marzo-7 ottobre 1743: Antoniotto Botta Adorno
- 20 marzo-22 giugno 1744: Philipp Joseph von Orsini-Rosenberg

1744-1746: Interruzione delle relazioni diplomatiche per la seconda guerra di Slesia
- 1746-1748: Joseph von Bernes
- 1748-1749: Johann Karl Chotek von Chotkow
- 1749-1756: Anton de La Puebla

1756-1763: Interruzione delle relazioni diplomatiche per la guerra dei Sette anni
- 1763-1764: Joseph Heinrich von Ried
- 1764-1770: Josef Nugent von Westenrath
- 1770-1777: Gottfried van Swieten
- 1777-1778: Johann Ludwig von Cobenzl

1778-1779: Interruzione delle relazioni diplomatiche per la guerra di successione bavarese
- 1779-1785: Karl Emerich Alexander Reviczky von Revisnye
- 1785-1799: Heinrich XIV Reuss zu Greiz
- 1799-1801: Josef von Hudelist
- 1801-1803: Johann Philipp von Stadion
- 31 gennaio - 29 novembre 1803: Franz Binder von Krieglstein
- 1803-1806: Klemens Wenzel Lothar von Metternich

## Impero austriaco
- 1806-1808: Franz Binder von Krieglstein
  - 1808-1809: Karl Eduard von Hruby chargée d'affaires a Konigsberg
  - 1808-1809: Ludwig Philipp von Bombelles chargée d'affaires a Berlino
- 1809-1810: Johann von Wessenberg
- 1811-1827: Stefan von Zichy-Zich-Vásonykeö
- 30 aprile - 31 ottobre 1827-: Joseph von Werner
- 1827-1849: Joseph von Trauttmansdorff-Weinsberg
- 1849-1852: Anton Prokesch von Osten
- 1852-1855: Friedrich von Thun e Hohenstein
- 1855-1856: Georg von Esterházy
- 1856-1857: Ferdinand von Trauttmansdorff-Weinsberg
- 1857-1859: August von Koller
- 1859-1866: Alois Károlyi

1866: Interruzione delle relazioni diplomatiche per la guerra austro-prussiana

## Impero austro-ungarico
- 1866-1871: Felix von Wimpffen

Dal 1871 le funzioni passano all'ambasciatore austriaco in Germania